# 阿马朗
阿马朗（法語：Amarens）是法国南部-比利牛斯大区 塔恩省的一个市镇，属于阿尔比区 谢河畔科尔德县。该市镇2009年时的人口 为68人。

## 人口
阿马朗人口变化图示
| 数据来源：INSEE |